# Правда Ярославичей
Правда Яросла́вичей (др.-рус. «Правда уставлена руськои земли…»), Устав Ярославичей, Домениальный устав — древнерусский правовой кодекс преимущественно уголовных норм, часть Русской Правды, принятая тремя старшими (на момент смерти отца) сыновьями Ярослава Мудрого: Изяславом, Святославом и Всеволодом. Нет единого мнения о датировки этого памятника, нередко датируется 1070-ми годами. Предположительно применялся в княжеском домене.
Впоследствии вошла в состав Краткой редакции Русской Правды и представляет собой вторую её часть, статьи 19—41. В изменённом виде эти статьи позднее вошли также в Пространную редакцию Русской Правды.

## Текстология
Первоначальный текст Правды Ярославичей не сохранился. Известна в составе Краткой редакции Русской Правды в двух аутентичных списках XV века и нескольких XVIII—XIX веков, связанных с деятельностью В. Н. Татищева. Оба древних текста включены в списки Новгородской первой летописи младшего извода под 1016 годом. Академический список летописи доводит изложение до 1441 года и датируется 1440-ми годами. Комиссионный (или Археографический) список летописи доводит изложение до 1446 года, датируется по А. А. Шахматову 1453—1462 годами. В конце Комиссионного списка летописи помещён юридический сборник, содержащий, в частности, Русскую Правду Пространной редакции.
После Правды Ярославичей «Древнейшей Правды» в составе Краткой Правды помещены Правда (Устав) Ярославичей («Правда уставлена руськои земли»; начиная со ст. 19), Покон вирный (ст. 42) и Урок мостникам (ст. 43).

## История
Историк М. Б. Свердлов считает Правду Ярославичей следующим этапом в развитии древнерусского светского права в сравнении с Правдой Ярослава. Большая часть норм этого памятника заимствована из продолжавшей применяться устной системы права, но в составе Правды Ярославичей эти нормы изменяли и ограничивали свою функцию применительно κ защите княжеского хозяйства. По мнению А. А. Зимина, источниками Устава Ярославичей стали отдельные распоряжения князей, а также, возможно, «уставы и уроки», восходившие ко эпохе княжения Ольги и Владимира Святославича.
Согласно большинству исследователей, Правда Ярославичей, как следует из содержания ст. 19 Краткой редакции Русской Правды, была издана Изяславом, Святославом и Всеволодом Ярославичами после смерти их отца. Однако, по мнению И. Α. Стратонова, А. А. Зимина и Свердлова, из текстологического анализа Русской Правды Краткой и Пространной редакций следует, что законодательная деятельность Ярославичей имела место ещё при жизни их отца. По мнению Зимина, Устав Ярославовичей был составлен в конце правления Ярослава и принят на съезде Ярославичей. Согласно Свердлову, Домениальный устав был издан ещё при Ярославе Мудром, поэтому существующий ныне заголовок (ст. 19 Краткой редакции), по мнению учёного, появился в тексте ошибочно, а совместная законодательная деятельность Ярославичей ограничилась запретом кровной мести.
М. Н. Тихомиров и С. В. Юшков датировали Правду Ярославичей 1072 годом. Б. Д. Греков, А. А. Зимин, Л. В. Черепнин и др. — 1070-ми годами.
А. А. Зимин называл текст, связанный с Ярославичами в составе Краткой редакции Русской Правды Уставом Ярославичей, а статьи, связанные с Ярославичами в составе Пространной редакции — следами собственно Правды Ярославичей. По его мнению, Устав Ярославичей существенно отличается по своему содержанию от Правды Ярослава. Он представляет собою комплекс распоряжений, касавшихся княжеского домениального хозяйства, и не имел распространения за пределами этого домена. Его задачей была защита княжеских владений, слуг, челяди и скота от покушений, в первую очередь, окрестного населения. Ярославичи ввели двойную виру за убийство высших княжеских администраторов. К этим установлениям были добавлены действовавшие ранее распоряжения, связанные с княжеским доменом.
Согласно Зимину, сохранившийся текст Устава Ярославичей сохранил не весь комплекс существовавших в первой половине XI века княжеских домениальных постановлений, о чём свидетельствует ряд норм Пространной Правды, касающихся княжеского хозяйства. Причина неполноты может объясняться тем, что законодатели использовали один из текстов предшествующего устава с неполной записью распоряжений по княжескому домену, либо некоторые нормы представляли собой отдельные письменные или устные княжеские решения и не были к этому времени сведены воедино.
По мнению Зимина, Правда Ярославичей была принята на княжеском съезде 1072 года. Она провозгласила ликвидацию кровной мести и общегосударственное утверждение вир и продаж. Её основу составила Древнейшая Правда (Правда Ярослава). В тексте памятника был использован, в частности, княжеский Устав Ярославичей, нормам которого был дан общегосударственный характер. В целостном виде Правда Ярославичей, по Зимину, не сохранилась, её текст он выделял из первой части Пространной редакции Русской Правды. По предположению учёного, этот памятник носил название «Суд Ярославль Володимеричь. Правда русьская» (как озаглавлена первая часть Пространной редакции), поскольку Ярославичи стремились представить ситуацию так, что они в основном подтвердили законы своего отца. Позднейшие дополнения в «Суде Ярославля Володимерича» были сделаны во время редактирования Пространной редакции в целом, при этом некоторые части Правды Ярославичей перемещены были во вторую часть Пространной редакции (ст. 65). Согласно Зимину, составители Правды Ярославичей впервые осуществили задачу создания русского общегосударственного кодекса, содержащего основные нормы уголовного права.

## Содержание
Большое внимание Правда Ярославичей уделяет защите княжеского хозяйства и княжеских людей. В качестве наказаний предусмотрены денежные штрафы, за наиболее тяжкие правонарушения — расправа на месте преступления. Упоминается ряд категорий населения Древней Руси. Младший из трёх князей Всеволод назван перед средним Святославом.
Статья 2 Пространной Правды содержит законодательный запрет кровной мести Ярославичами.